# Quanto sei bella Roma
Quanto sei bella Roma è un film del 1959, diretto da Marino Girolami.

## Trama
Gino e Claudio sono due giovani amici che lavorano alle dipendenze di Nando, l'uno come meccanico, l'altro come autista di tassi. Entrambi sono fidanzati ufficialmente, e le fidanzate sono due sorelle, Lorella e Patrizia. Cionondimeno i due giovani non sono alieni dal permettersi qualche innocente avventura sentimentale quando se ne presenti l'occasione. Gino fa per caso la conoscenza di Ava e Mary, due ragazze americane venute a visitare Roma e, spalleggiato dall'amico Claudio, fa in breve amicizia con le due straniere. Per non essere disturbati nella loro avventura, Gino e Claudio danno al timido amico Nino l'incarico di tenere a bada le due fidanzate.
Malgrado questa precauzione, Lorella e Patrizia scoprono ben presto la subdola impresa alla quale si dedicano i loro fidanzati: punte dalla gelosia, protestano vivacemente e meditano di vendicarsi. Anche Ava e Mary si rendono conto che i loro cavalieri stanno compiendo una cattiva azione ed avendo conosciuto casualmente Lorella e Patrizia, si mettono d'accordo con loro nell'intento di punire i due dongiovanni. Esse dapprima presentano Gino e Claudio al loro padre, un rude uomo d'affari che a forza di terribili strette di mano li riduce quanto mai remissivi, mentre li avvelena con diabolici cocktail.
A questo punto i due sono messi con le spalle al muro ed invitati a fare la loro scelta: o Ava e Mary (e l'America), o Lorella e Patrizia (e l'Italia). Gino sceglie l'America e insieme con l'amico si reca al Grand Hotel per chiedere la mano di Ava, ma, invece dell'americano, trova il Sor Checco, padre di Lorella e Patrizia che esorta i due giovani a mantenere i loro impegni. Naturalmente tutto s'accomoda nel migliore dei modi: le due coppie si ricostituiscono. Ava ha trovato in Nino il suo principe azzurro e anche Nando sposerà un'americana.